# Espineta

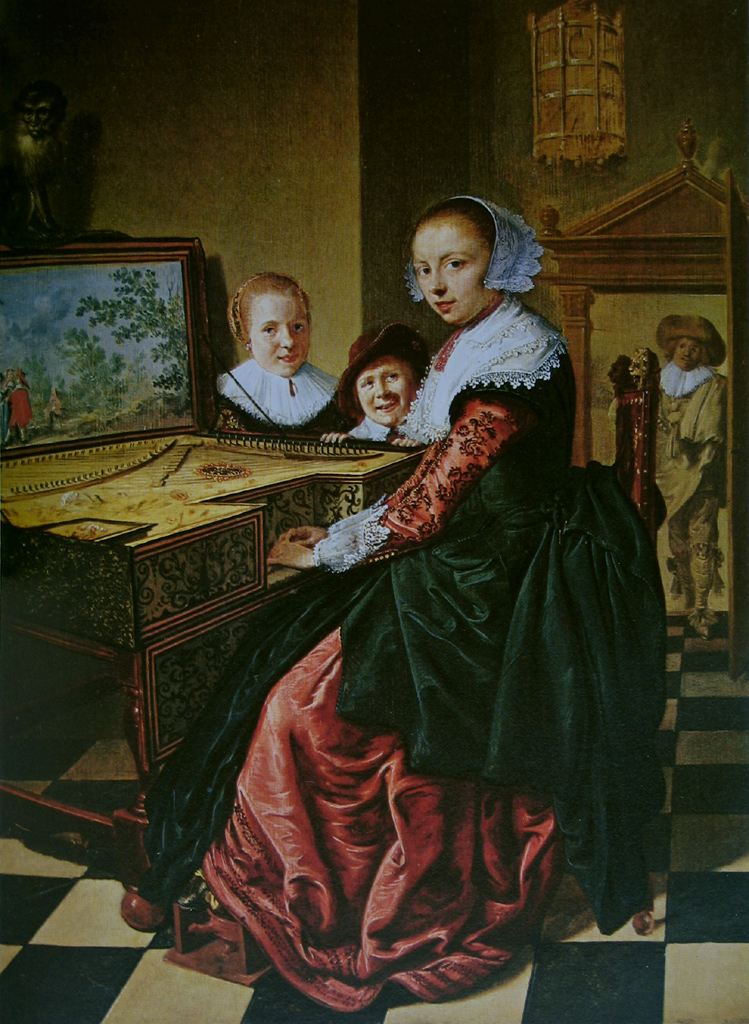
Quadre de Molenaer titulat La instrumentista d'espineta on es pot apreciar una espineta travessera.

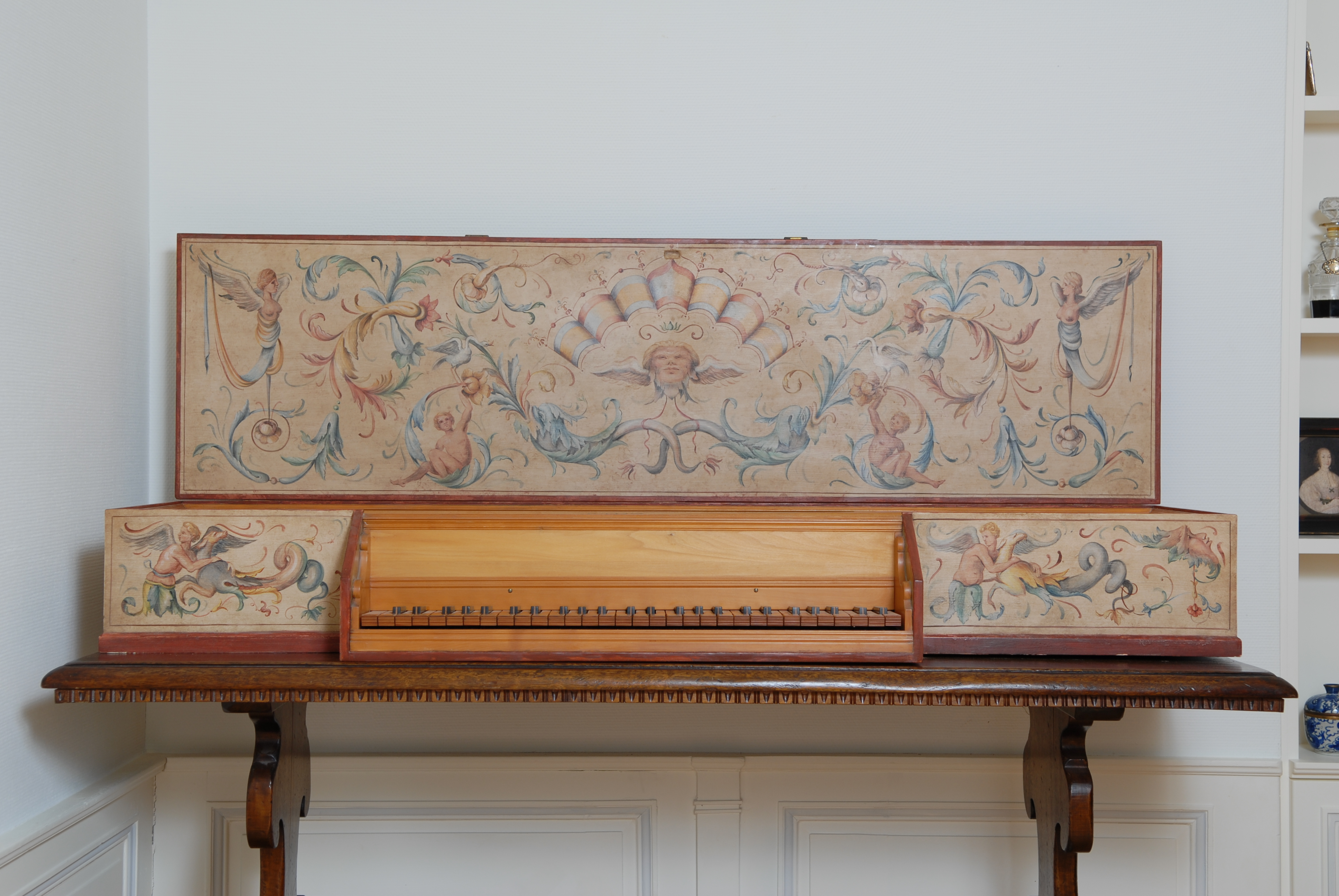
Espineta italiana, del tipus anomenat poligonal, de forma rectangular.

L'espineta és un instrument musical de corda pinçada dotat de teclat. En aquest sentit és semblant al clavicèmbal i al virginal. Segons la classificació de Hornbostel-Sachs és un cordòfon tipus cítara de taula, accionat per mitjà d'un teclat.
També rep el nom d'espineta la part prima de la carn de tonyina salada. o ganyims
Hi ha dos tipus diferents d'espinetes: les poligonals i les travesseres. El primer tipus presenta una forma de la taula harmònica i de la caixa de ressonància de tipus poligonal irregular (d'aquí el seu nom), més aviat pentagonal; en alguns casos podia tenir una forma rectangular, fet que l'apropava al virginal i al muselaar. Les cordes discorren paral·leles al teclat i té els dos ponts sobre la taula harmònica; aquesta està travessada pels saltadors (les peces que contenen el plectre que pinça la corda per tal que entri en vibració, i que es desplacen en sentit vertical). Aquest tipus d'instruments eren molt lleugers i dotats d'un sol registre. Era instrument típicament italià, amb d'un timbre més fosc que el clavicèmbal. La seva extensió era de quatre octaves o poc més. El seu ús va ser especialment ampli als segles xvi i xvii; posteriorment, va ser l'altre tipus d'espineta el més emprat. Durant una certa època va ser un instrument utilitzat a les llars i tocat especialment per les dones.
L'espineta travessera pot ser considerada com un clavicèmbal de dimensions reduïdes. També té un sol registre de 8', però les cordes determinen un angle agut amb relació a la línia del teclat. Es coneix, també, com a épinette à la française, i els alemanys en deien d'ala d'ocell, per la forma vist des de sobre. Els constructors principals d'aquesta tipologia van ser francesos i flamencs. Igual com succeeix en el cas del clavicèmbal, un dels ponts se situa damunt de la taula de ressonància i l'altre a sobre del claviller. El seu timbre és més metàl·lic que no pas el del clavicèmbal i que el del primer tipus d'espineta. Encara que sigui una diferència potser menor, aquest tipus d'espineta posterior, ja sempre tenia potes pròpies, mentre que la poligonal era un instrument de sobretaula; això mostra un canvi en els hàbits i en el tipus d'ús de l'un i de l'altre: la forma de fer música al voltant d'una taula damunt de la qual es podia posar l'espineta era més pròpia del segle xvi i primera meitat del XVII que no pas de temps posteriors.
Està força acceptat que el mot prové del fet que el plectre que pinça la corda s'assembla a una espina; aquest origen es remunta a Giulio Cesare Scaligero (1484–1558). De totes maneres, Adriano Banchieri ho atribuïa al fet que a començaments del segle xvi, va viure al Vèneto un constructor de clavicèmbals de cognom Spinetti; Banchieri hauria vist un instrument fabricat per ell de forma rectangular.
A diferència del clavicèmbal i fins i tot del virginal, els compositors no li van dedicar un repertori propi; més aviat va fer seves moltes transcripcions i arranjaments de música per a clavicèmbal, especialment de danses i de cançons; a més, va ser un acompanyant idoni per a la veu, tot i que la seva popularitat en aquesta funció mai no va arribar, ni de bon tros, a la del llaüt.